# Diktát
Diktát je specifická didaktická metoda využívaná pro procvičení a pravidelnou kontrolu praktických znalostí pravopisu na mnoha českých základních a středních školách. Metoda diktátů spočívá v mluveném předříkání připraveného textu učitelem v hodině českého jazyka.
Žáci musí tento text přepsat do psané podoby (nejčastěji na papír nebo do počítače) a dle svých nejlepších schopností aplikovat naučená pravidla pravopisu a gramatiky.
Jednotlivé textové pasáže může učitel dle úrovně žáků (1. a 2. stupeň ZŠ) opakovat, případně přizpůsobit rychlost diktování taktéž úrovni žáků. Metodika diktování je pevně ukotvená v didaktickém vzdělání každého učitele ČJ.
Pro nacvičení diktátu mimo školní prostředí existují specializované papírové cvičebnice, případně elektronické aplikace na internetu. K jejich využívání je potřeba počítač a připojení k síti.